# World Unlimited Water Speed Record
Der World Unlimited Water Speed Record ist eine Rekord-Kategorie, die zu den Geschwindigkeitsweltrekorden auf dem Wasser zählt. Dabei wird unabhängig von Antrieb, Gewicht, Hubraum-Klassifizierungen, Boot-Kategorien oder sonstigen Kriterien die höchste erreichte („absolute“) Geschwindigkeit eines Wasserfahrzeugs dokumentiert. In diesen Vergleich werden nur Ergebnisse aufgenommen, die von Fahrzeugen erzielt wurden, die über „offenes Wasser“ fahren. Daher enthält die Kategorie keine Aufzeichnungen über Rekorde, die von Booten erstellt wurden, die auf oder über zugefrorenen Seen fahren. Die Ergebnisse sind Durchschnittsgeschwindigkeiten über die angegebene Entfernung. Es wurden meist zwei Werte ermittelt, einer für die über einen Kilometer lange Strecke gemessene Geschwindigkeit und eine für eine Meile (nicht Seemeile).
Frühe Aufzeichnungen wurden nicht nach klar definierten Regeln erstellt und sind daher zum Teil umstritten.
Von 1909 bis 1927 war die Liste eine inoffizielle Aufzeichnung der Organisatoren von Motorbootrennen. 1928 wurde die Rekordkategorie offiziell eingerichtet. Ab 1930 wurde in den Regeln der Aufzeichnung festgelegt, dass ein Fahrzeug zwei Läufe über eine mit einer Zeitmessanlage (anfangs Funkzeit, später elektronisch), versehene Kilometerstrecke in entgegengesetzte Richtungen fahren muss, wobei die Aufzeichnung die Durchschnittsgeschwindigkeit der beiden Läufe ist. Gegenwärtig (2021) werden die Ergebnisse von der UIM (Union International Motonautique) erfasst und ratifiziert.
Mit einer ungefähren „Todesrate“ von 50 % ist der Rekordversuch einer der gefährlichsten Wettkämpfe der Sportwelt.

## Chronologie

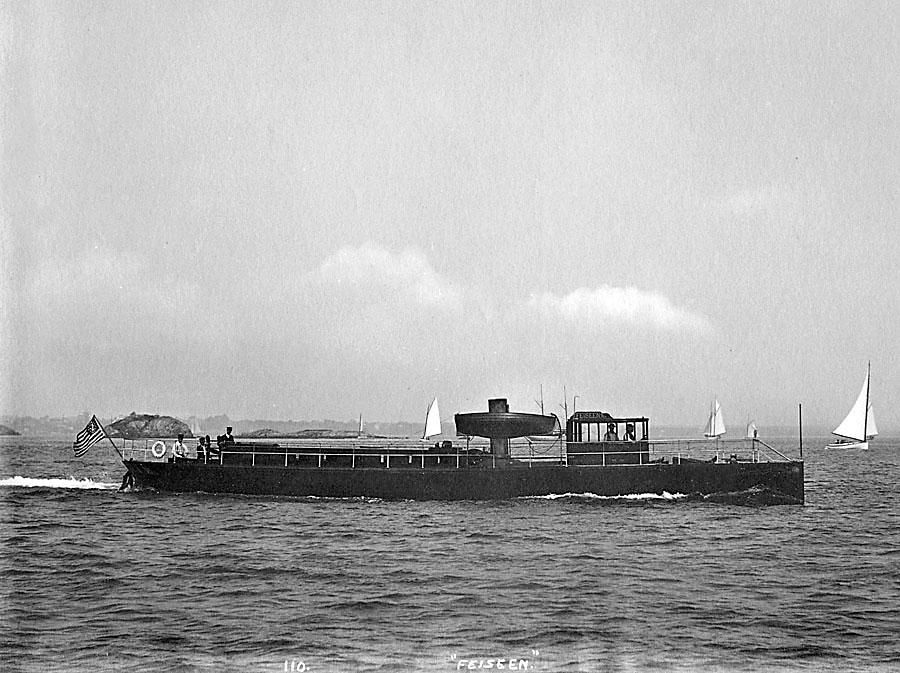
1893: Feiseen

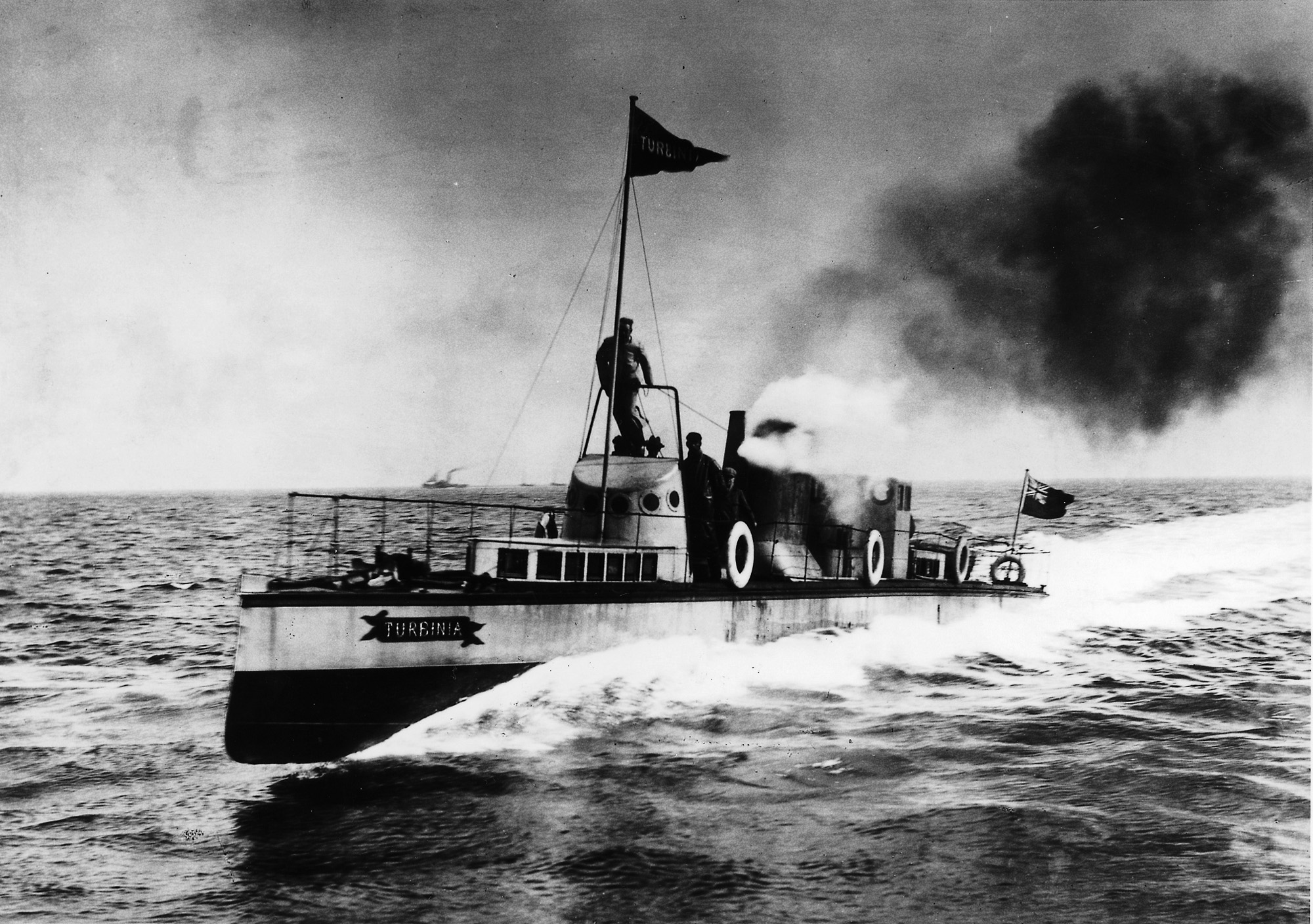
1897: Turbinia

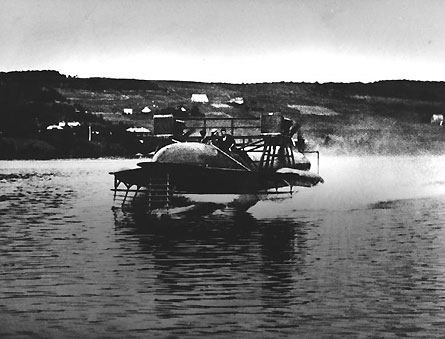
1919: Hydrodrome IV

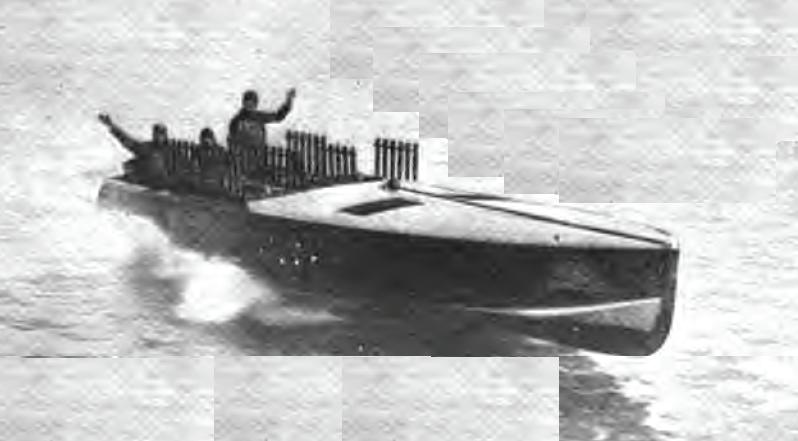
1921: Miss America II

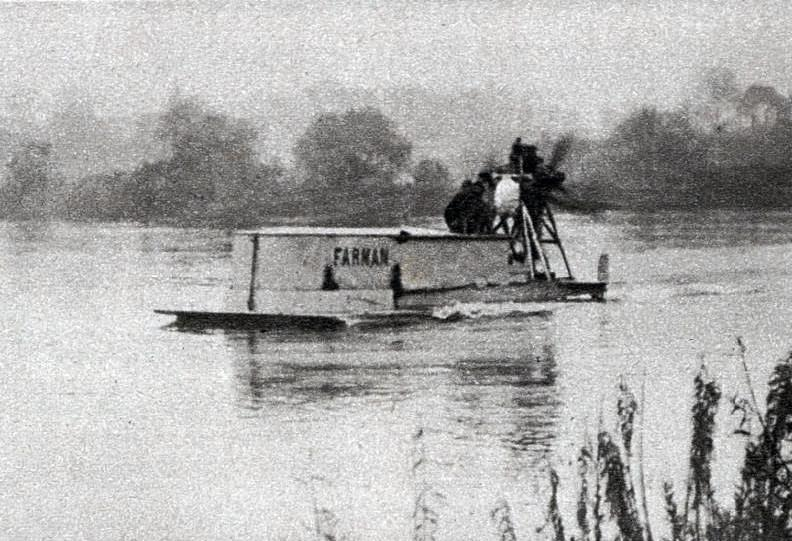
1924: Farman Hydroglider

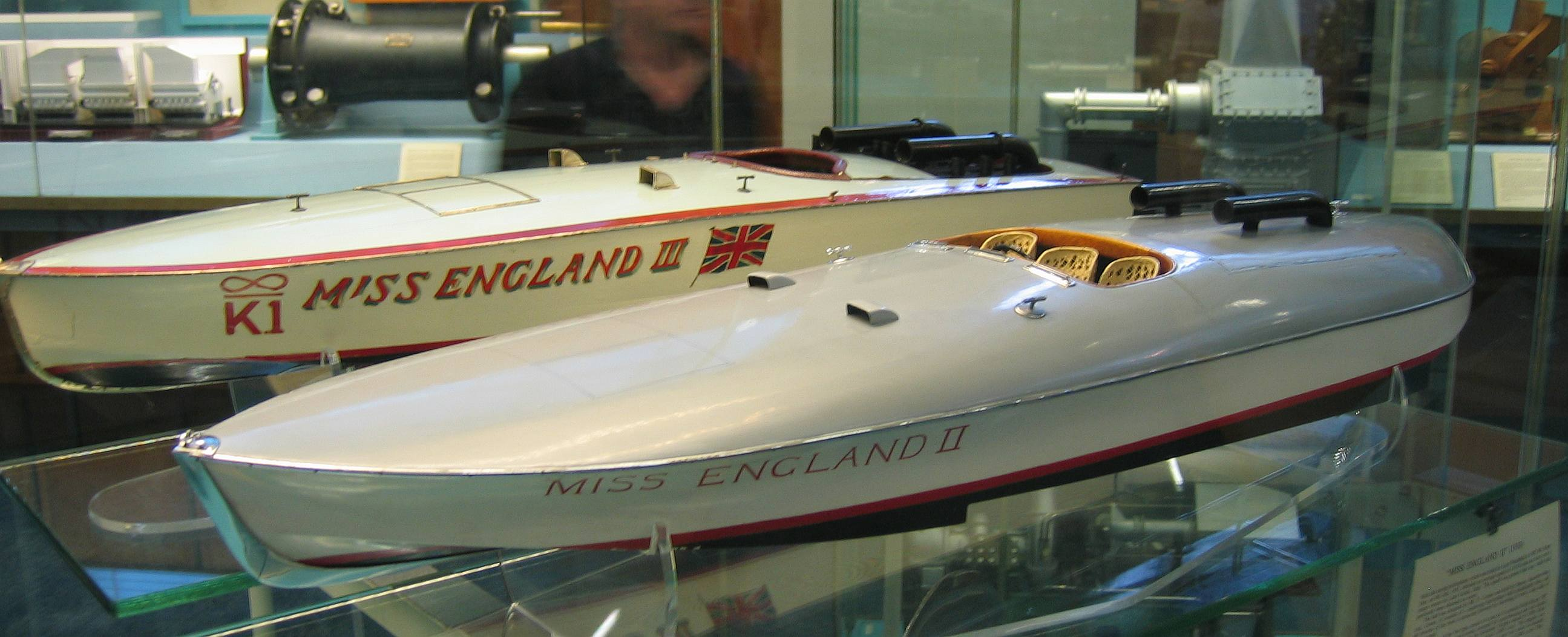
1930: Miss England II

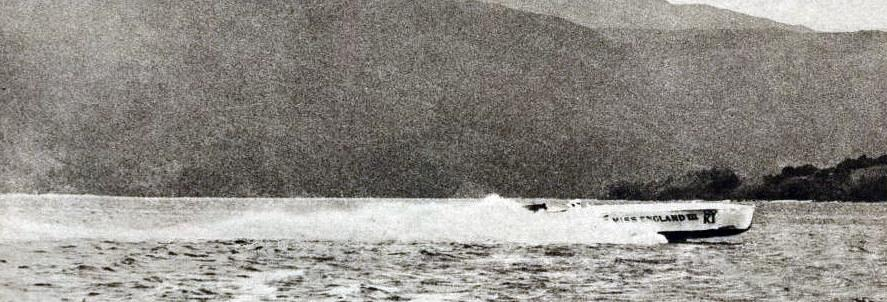
1932: Miss England III

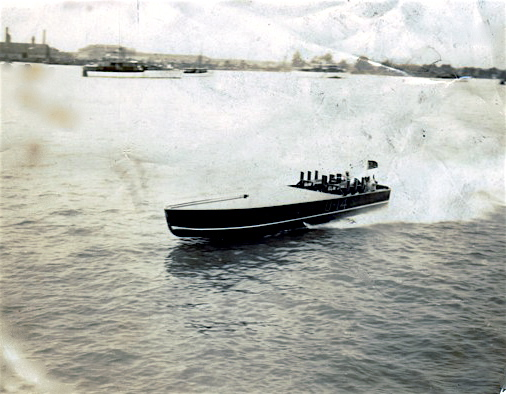
1932: Miss America X

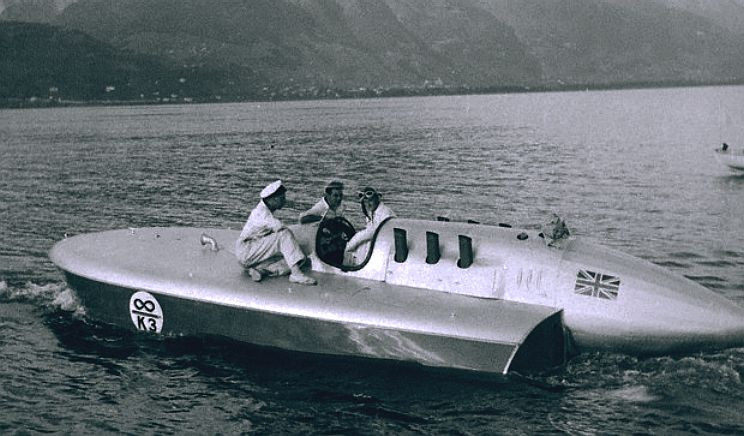
1937: Blue Bird K3

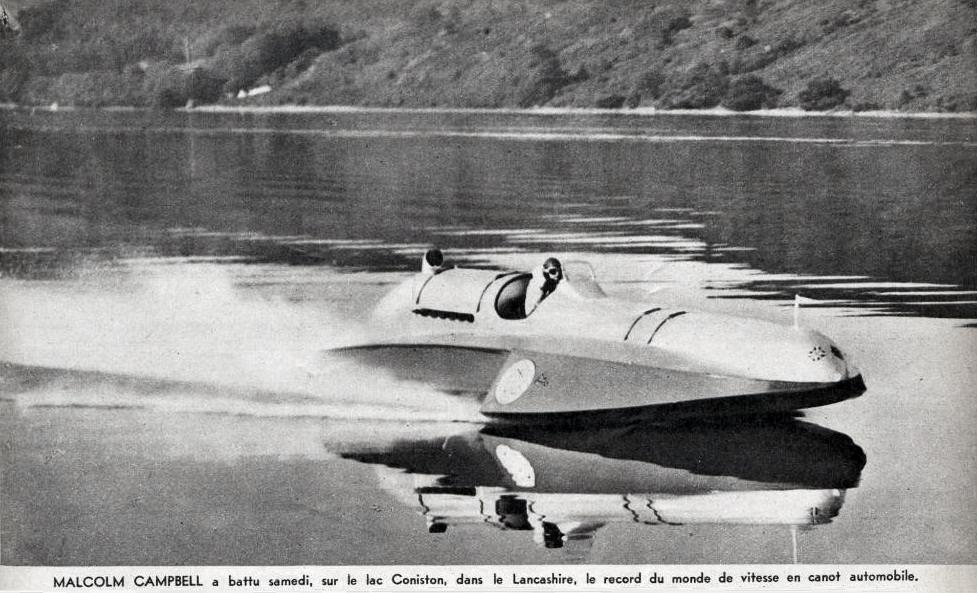
1939: Blue Bird K4

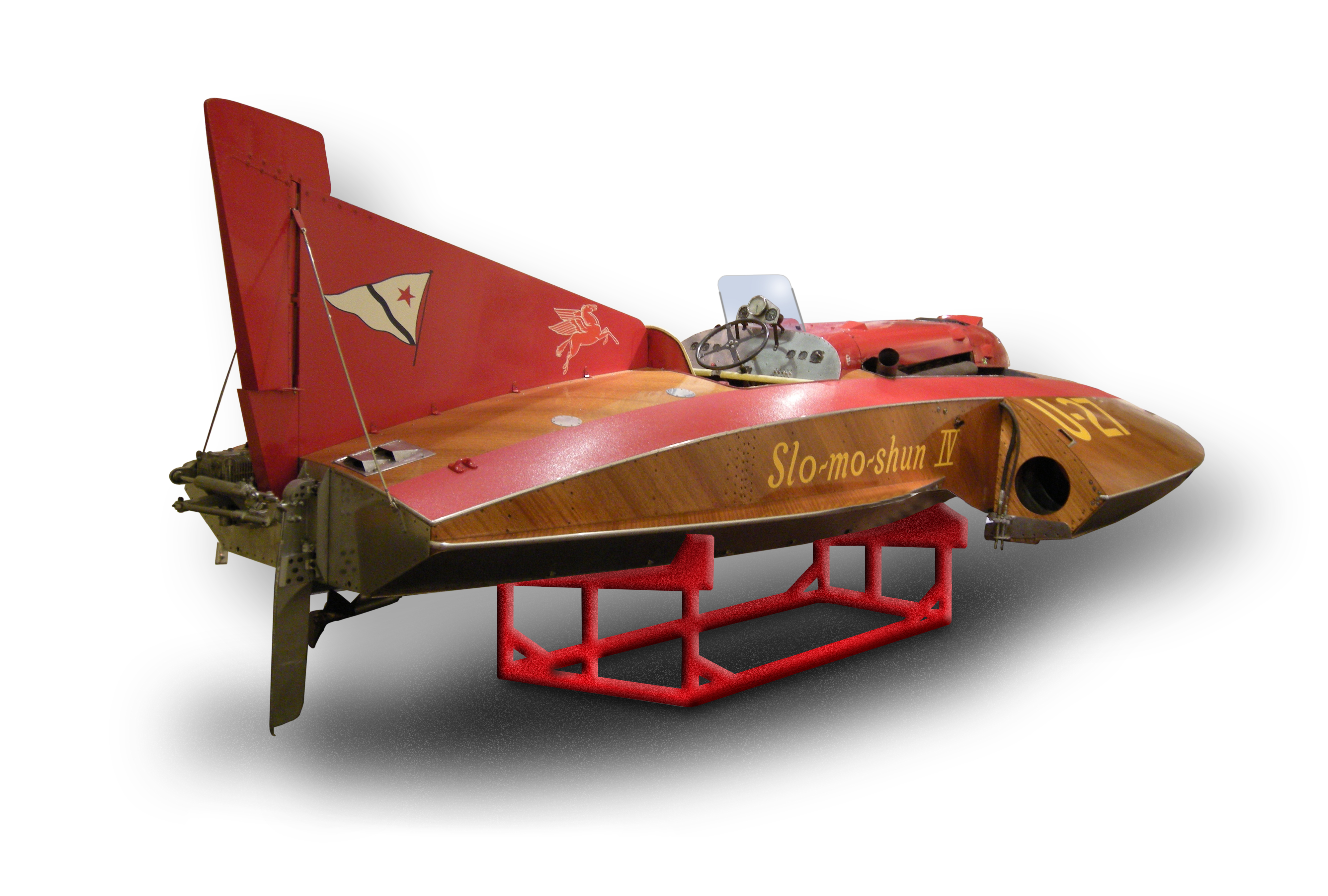
1950–1952: Slo-Mo-Shun IV

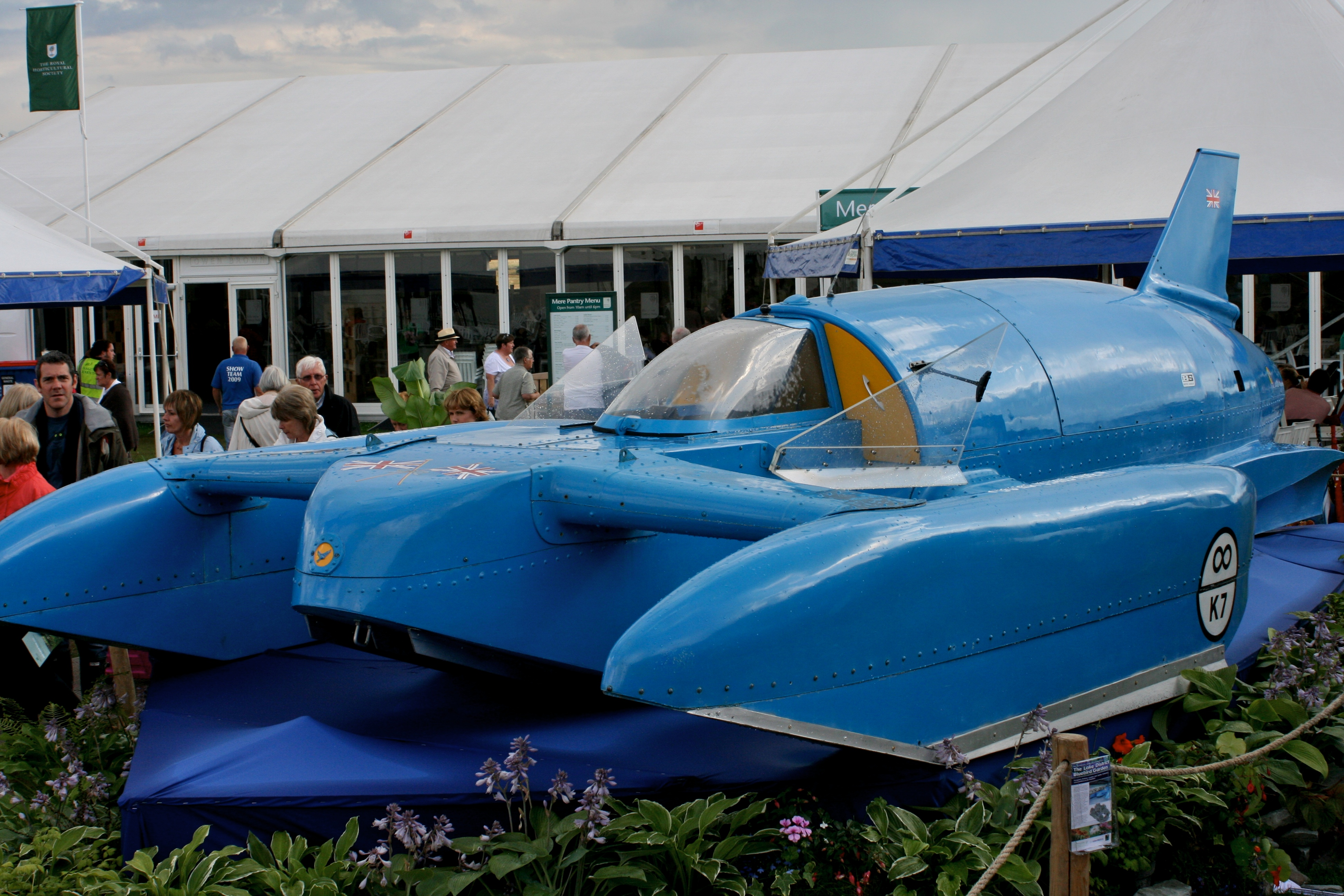
1955–1964: Bluebird K7

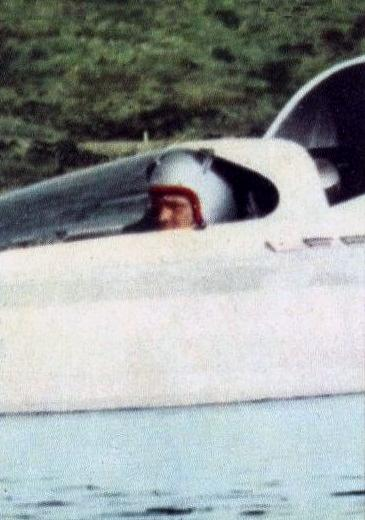
1967: Hustler

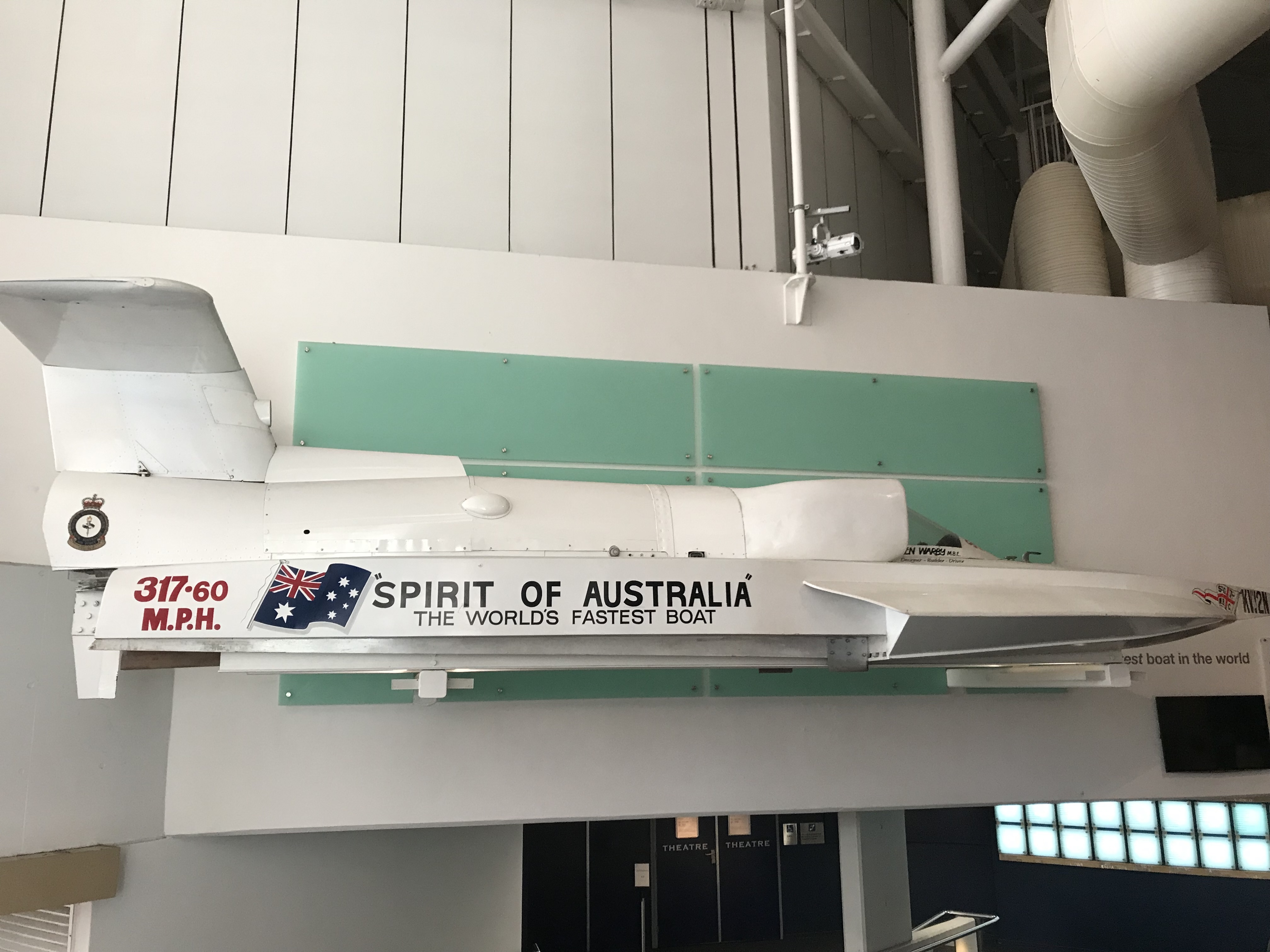
1978–2021:Spirit of Australia

Im Folgenden ein kurzer historischer Abriss des absoluten Wasser-Geschwindigkeitsrekords in chronologischer Reihenfolge.

### Mangelhaft dokumentierte Anfänge (bis 1911)
Bis 1911 wurden die Geschwindigkeitsrekorde von propellergetriebenen Dampfbooten beziehungsweise Dampfschiffen aufgestellt. Die Resultate wurden aber nicht professionell, sondern privat mit den damaligen Möglichkeiten gemessen und in der Tagespresse veröffentlicht.
1885 erreichte Nathanael Herreshoff mit Stilett eine Geschwindigkeit von 42,2 km/h. William B. Cogswel legte 1893 mit Feiseen die Rekordmarke auf 50,9 km/h. Charles Algernon Parsons war der Erste, der 1894 ein mit Dampfturbinen getriebenes Schiff baute, die Turbinia. Nach vielen Versuchen erreichte sie 1897 eine Geschwindigkeit von 34,5 Knoten (63,89 km/h), mehr als 4 Knoten (7,4 km/h) schneller als jedes andere Schiff vorher, sie war damit das schnellste Wasserfahrzeug ihrer Zeit. 1903 verbesserte Charles R. Flint mit Arrow den Rekord auf 72,5 km/h.

### 1910er Jahre
1911 war Dixie IV, ein von Clinton Crane entworfenes 12-m-Stufenhydroplane, das nach dem Gleiterprinzip gebaut war, das erste benzinbetriebene Boot, das den Wassergeschwindigkeitsrekord aufstellte. Im März des gleichen Jahres stellte Maple Leaf III, das von zwei Zwölfzylindermotoren mit jeweils 350 PS angetrieben wird, auf The Solent einen neuen Geschwindigkeitsrekord von 92 km/h auf. Ab 1908 experimentierten Alexander Graham Bell und der Ingenieur Frederick W. „Casey“ Baldwin mit motorisierten Wasserfahrzeugen, die als Tragflügel-Konstruktionen ausgelegt waren. 1919 wurde am Bras d’Or-See in Baddeck, Nova Scotia von Baldwin mit dem Hydrodrome IV ein neuer World Unlimited Water Speed Record von 114,04 km/h aufgestellt.

### 1920er Jahre
In den 1920er Jahren dominierte der amerikanische Geschäftsmann und Rennfahrer Garfield Arthur „Gar“ Wood das Powerboat-Racing, dessen Miss-America-Boote extrem leistungsstark waren. Im September 1920 stellte Garfield Wood einen neuen Geschwindigkeitsrekord von 120,492 km/h auf dem Detroit River auf. 1924 verbesserte sein Landsmann Jules Fisher mit dem Farman Hydroglider (einem Gleitboot, umgangssprachlich Sumpfboot) diesen Wert auf 140,64 km/h.
Das zunehmende öffentliche Interesse, das die von Wood und anderen erreichten Geschwindigkeiten weckten, führte dazu, dass ab 1928 der World Unlimited Water Speed Record offiziell ratifiziert wurde. Die erste Person, die einen „offiziellen Rekordversuch“ unternahm, war Gar Woods Bruder George: Am 4. September 1928 fuhr er mit Miss America VII auf dem Detroit River auf 149,40 km/h. Im nächsten Jahr erreichte Gar Wood mit demselben Boot auf einer Wasserstraße in Indian Creek, Miami, 149,86 km/h.

### 1930er Jahre
So wie der Landgeschwindigkeitsrekord wurde auch der Water Speed Record ein ständiger Reibungspunkt und „eine Frage der nationalen Ehre“ zwischen Großbritannien und den USA werden. Der amerikanische Erfolg bei den WSR veranlasste den Vorsitzenden von Castrol Oil, Lord Wakefield, ein Projekt zu finanzieren, um den Rekord nach Großbritannien zu holen. Der damals bekannte Rennfahrer und Inhaber des Land Speed Records, Sir Henry Segrave, wurde engagiert, um ein neues Boot unter dem Namen Miss England zu steuern. Obwohl das Boot Gar Woods Miss America bei der Harmsworth Trophy nicht schlagen konnte, sammelte das britische Team wertvolle Erfahrungen, die es in einem verbesserten Boot nutzte. Miss England II wurde von zwei Rolls-Royce R-Flugzeugmotoren angetrieben und schien in der Lage zu sein, Woods Rekord zu übertreffen.
Am Freitag, den 13. Juni 1930, erzielte Segrave auf dem Windermere mit einem Durchschnitt von 98,76 mph (158,94 km/h; 85,82 kn) über zwei Läufe einen neuen absoluten Rekord. Bei einem dritten Versuch kenterte das Boot bei voller Fahrt und überschlug sich seitlich. Es wird vermutet, dass es großes Treibgut getroffen hatte. Segrave wurde bewusstlos geborgen und starb an seinen Lungenverletzungen. Auch sein Beifahrer erlitt tödliche Verletzungen.
Nach Segraves Tod wurde Miss England II geborgen und repariert. 1931 wurde mit Kaye Don ein weiterer, auf der Straße erfahrener Rennfahrer als neuer Fahrer engagiert. Während dieser Zeit holte Gar Wood den Rekord mit 164,41 km/h aber wieder in die USA zurück. Einen Monat später, am Gardasee, schlug Don mit 177,387 km/h zurück. Im Februar 1932 reagierte Wood und verbesserte die Marke knapp um 1,6 km/h.
Als Reaktion auf die anhaltende amerikanische Herausforderung baute das britische Team ein neues Boot, Miss England III. Die Konstruktion war eine Weiterentwicklung des Vorgängers, wobei ein eckiges/gerades Heck und zwei Antriebspropeller die Hauptverbesserungen waren. Kaye Don fuhr am 18. Juli 1932 mit dem neuen Boot zum Loch Lomond in Schottland und verbesserte den Rekord zunächst auf 188,985 km/h und bei einem zweiten Versuch auf 192,816 km/h.
Gar Wood (als US-Amerikaner) war fest entschlossen, seinen britischen Rivalen überlegen zu bleiben, und baute ein weiteres Boot: Miss America X. Diese Version war 12 Meter lang und wurde von vier aufgeladenen Packard-Flugzeugtriebwerken angetrieben. Am 20. September 1932 fuhr Wood sein „Monsterboot“ auf 200,943 km/h. Es war das Ende einer Ära. Kaye Don lehnte es ab, weitere Versuche zu unternehmen, und Miss England III wurde an ein Museum abgegeben. Auch Wood reduzierte sein Engagement im Rennsport und kehrte zur Führung seiner Geschäfte zurück.

#### Änderungen der Bootsformen
Woods letzte Bestmarke (mit America X) war der letzte absolute Rekord für ein herkömmliches Einkielboot. Im Juni 1937 erzielte Malcolm Campbell, der zu dieser Zeit schon mehrere absolute Land Speed Rekorde errungen hatte, mit Bluebird K3 am Lago Maggiore einen neuen Bestwert von 203,31 km/h. Im Vergleich zur großen und massigen Miss America X war K3 ein viel kompakteres Fahrzeug. Es war 5 Meter kürzer und hatte nur einen Motor im Gegensatz zu den vier Motoren von M A X. Trotz seines Erfolgs war Campbell mit der relativ geringen Geschwindigkeitssteigerung unzufrieden. Er ließ ein neues Boot bauen: Blue Bird K4. Campbells neues Boot war ein Erfolg. 1939, unmittelbar vor dem Zweiten Weltkrieg, brachte er es nach Coniston Water und verbesserte seinen eigenen Rekord um 18 km/h auf 228,11 km/h.
Es war ein „echtes“ Hydroplane, das nach dem Dreipunkter-Prinzip konstruiert war. Im Gegensatz zu herkömmlichen Motorbooten mit nur einem Kiel und einer Einkerbung oder „Stufe“, die von unten in den Rumpfboden eingearbeitet wird, um den Luftwiderstand zu verringern, verfügt ein Hydroplane über eine konkave Basis mit zwei vorn angebrachten Auflageflächen („Tatzen“) und einem dritten Punkt hinten am Rumpf („Heck“). Wenn das Boot schneller wird, hebt sich der größte Teil des Rumpfes aus dem Wasser und liegt nur noch auf diesen drei Kontaktpunkten auf dem Wasser. Der positive Effekt ist eine Verringerung des Luftwiderstands und eine Erhöhung des Leistungsgewichtes – das Boot ist leichter, da es nicht viele Motoren braucht, um es voranzutreiben. Der Nachteil ist, dass der Dreipunkter viel weniger stabil ist als das Einzelkielboot. Wenn der Anstellwinkel des Hydroplanes bei hoher Geschwindigkeit gestört ist, kann das Fahrzeug in die Luft geschleudert werden oder mit dem Bug ins Wasser eintauchen („unterschneiden“).

### 1940er Jahre
Nach dem Ende des Zweiten Weltkriegs stand für die Rekordjagd eine neue Antriebstechnologie zur Verfügung: das Düsentriebwerk. Campbell optimierte den Bluebird K4 sofort mit einem De-Havilland-Goblin-Triebwerk. Das Ergebnis war ein kurios aussehendes Fahrzeug, dessen schuhähnliches Profil dazu führte, dass es den Spitznamen „The Coniston Slipper“ (Der Coniston-Pantoffel) erhielt. Das Experiment mit Jet-Power war kein Erfolg und Campbell zog sich von der Rekordjagd zurück. Später setzte sein Sohn Donald Campbell das Boot noch mal ein, rüstete es auf Propellerantrieb zurück, konnte aber ebenfalls keine Resultate in Rekordnähe erzielen.

### 1950er Jahre
Am 26. Juni 1950 verbesserte der US-Amerikaner Stanley Sayres auf dem Lake Washington mit seinem Boot Slo-Mo-Shun IV Campbells Rekord um 29 km/h auf 258,015 km/h; Slo-Mo-Shun IV war damit das erste Wasserfahrzeug, das die 160-mph-Barriere durchbrach. Das von einem Kolbenmotor angetriebene Boot konnte diese Leistung erbringen, weil sein Rumpf so konstruiert war, dass die Oberseite des Propellers bei hoher Geschwindigkeit aus dem Wasser gehoben wurde. Dieses Phänomen, das als „Prop Riding“ bezeichnet wird, reduzierte den Reibungswiderstand weiter.
Im Jahr 1952 fuhr Sayres Slo-Mo-Shun-IV auf 287,25 km/h – eine weitere Steigerung von 29 km/h. Der erneute amerikanische Erfolg überzeugte Malcolm Campbells Sohn Donald, der Bluebird K4 (jetzt in einem Wort geschrieben) bereits in die Nähe des Rekords seines Vaters gefahren hatte, sich um den Rekord zu bemühen. K4 war jedoch völlig „out-classed“ und Campbell konnte nicht mit den Geschwindigkeiten des Amerikaners mithalten. 1951 wurde Bluebird K4 ausgemustert.
In dieser Zeit trat noch ein weiterer Land-Speed-Record-Halter in den Kampf ein. Der Engländer John R. Cobb, der 1938 mit dem Railton Special einen absoluten Rekord erzielte, hatte gehofft, in seinem aus Aluminium gefertigten Crusader mit Jetantrieb 320 km/h zu erreichen. Die Konstruktion seines Bootes kehrte das Dreipunkter-Design um und platzierte die seitlichen Ausleger hinten am Rumpf. Am 29. September 1952 startete Cobb auf dem Loch Ness seinen Versuch.
Das mit einem Strahltriebwerk „de Havilland Ghost“ ausgestattete Boot hatte bereits bei den Tests Schwächen gezeigt: Der vorne angebrachte Gleitschuh schien nicht über die nötige Festigkeit zu verfügen und verformte sich. Cobb wollte deshalb zuerst nicht über 190 mph hinausgehen und den bestehenden Rekord also nur knapp überbieten. Bei einer geschätzten Geschwindigkeit von 240 mph (386 km/h) brach das Boot aus und zerschellte auf dem Wasser. Cobb wurde zwar geborgen, starb aber bald darauf. Offenbar waren vom Boot der Zeitnehmer verursachte Wellen der Grund für das Unglück.
Zwei Jahre später, am 8. Oktober 1954, kam es erneut zu einem tödlichen Unfall bei dem Versuch den Rekord zu erringen: Mario Verga, ein italienischer Textilmagnat und Rennbootfahrer, hatte auf das Preisgeld von 5 Millionen Lire des italienischen Motorbootverbandes an jeden Italiener, der den Weltrekord brach, reagiert. Er ließ bei Timossi, einer damals erfolgreichen Bootswerft für Rennboote (siehe: Ferrari Arno XI) ein elegantes Hydroplane mit Alfa-Romeo-Motoren bauen. Laura 3, nach Vergas Tochter benannt, war schnell, aber instabil. Verga fuhr mit einer Geschwindigkeit von fast 306 km/h über den Lago d’Iseo, verlor die Kontrolle und wurde ins Wasser geschleudert, als sich das Boot überschlug. Wie Cobb starb er am Schock. Vergas Lauf mit Laura 3 war das letzte Mal, dass ein Italiener versuchte, einen absoluten Weltrekord auf dem Wasser aufzustellen.
In der Zwischenzeit hatte Donald Campbell an seinem neuen Boot gearbeitet: Bluebird K7, ein Dreipunkt-Hydroplane mit Jetantrieb. Campbell lernte aus Cobbs Fehlschlag mit Crusader und platzierte die seitlichen Ausleger wieder vor dem Cockpit. Das Fahrzeug war „fast zu stabil“: Als Campbell K7 zum ersten Mal testete, hob sich der Bug des Bootes nicht sauber aus dem Wasser. Nach einigen Änderungen stellte Campbell 1955 in Ullswater einen neuen Rekord von 325,60 km/h auf. Campbell und Bluebird K7 hielten den Rekord (mit zahlreichen eigenen Verbesserungen) bis Juni 1967 und erhöhten ihn dabei auf 444,71 km/h. Donald Campbell ist der erste Fahrer, dem es innerhalb eines Jahres gelang, sowohl den Water Speed Record als auch den Land Speed Record (mit Bluebird CN7) zu erringen.

### 1960er Jahre
Lee Taylor, ein kalifornischer Bootsrennfahrer, hatte im April 1964 erstmals versucht, den Rekord aufzustellen. Sein Boot Hustler ähnelte Bluebird K7. Während eines Testlaufs am Lake Havasu konnte Taylor das Triebwerk nicht abschalten und stürzte bei über 100 Meilen pro Stunde. Hustler wurde zerstört und Taylor schwer verletzt. In den folgenden Jahren erholte er sich und baute sein Boot wieder auf. Am 30. Juni 1967 startete Taylor mit Hustler am Lake Guntersville einen neuen Rekordversuch, aber das Kielwasser einiger Zuschauerboote zerstörte durch Verwirbelungen die glatte, optimale Bedingungen bietende Wasseroberfläche und zwang Taylor, seinen zweiten Lauf abzubrechen, sodass er nur eine Geschwindigkeit von 2 mph (3,2 km/h) erreichte. Später am selben Tag startete er einen weiteren Versuch und konnte mit einem Mittelwert von 285,22 mph (459,02 km/h) aus beiden Läufen einen neuen absoluten Water speed rekord aufstellen.
Inzwischen stand Donald Campbell in Großbritannien unter enormen Druck: das öffentliche Interesse für seine Pläne ließ mit der Zeit nach. Kaum einer nahm Notiz davon, dass er mit einem raketengetriebenen Fahrzeug die Schallmauer durchbrechen wollte. Campbell hoffte diese Situation zu ändern, indem er mit seinem bewährten Rennboot K7 den Geschwindigkeitsrekord zu Wasser auf 300 mph (482,7 km/h) hochschraubt und dadurch neues Medien-Interesse erzeugt.
Im Januar 1967 startete Campbell einen weiteren Versuch. Bei einer Geschwindigkeit von 527 km/h löste sich das Boot von der Wasseroberfläche und überschlug sich, wobei Donald Campbell den Tod fand. Dieser letzte Lauf ist sowohl durch Filmaufnahmen als auch durch eine Aufzeichnung des Funkverkehrs nahezu lückenlos dokumentiert:

### 1970er Jahre
Vor 1977 wurde jeder offizielle Geschwindigkeitsrekord von einem Amerikaner, Briten, Iren oder Kanadier aufgestellt. Am 20. November brach mit Ken Warby erstmals ein Australier den Water Speed Record. Sein Boot, die Spirit of Australia, hatte Warby selbst entworfen und gebaut. Es bestand aus glasfaserverstärktem Kunststoff und Balsaholz. Das Düsentriebwerk vom Typ Westinghouse J34 aus einem ausgemusterten Militärflugzeug hatte er für 69 US-Dollar bei einer Versteigerung erworben. Am 20. November 1977 stellte er mit seinem Boot auf dem Stausee Blowering Dam mit 288,18 mph (463,78 km/h) seinen ersten Geschwindigkeitsrekord auf dem Wasser auf. Ein Jahr später, am 8. Oktober 1978, verbesserte er seinen Rekord auf 317,60 mph (511,13 km/h). Dieser Rekord hat bis heute (2021) Bestand, und es gab nur zwei offizielle Versuche ihn zu brechen. Beide Versuche endeten mit dem Tod der Piloten.

### 1980er Jahre
Lee Taylor versuchte 1980, den Rekord zurückzugewinnen. Inspiriert von den Land-Speed-Rekord-Fahrzeugen Blue Flame und Budweiser Rocket baute Taylor ein raketengetriebenes Boot, Discovery II. Das 12 m lange Fahrzeug hatte ein umgekehrtes Dreipunkt-Design, ähnlich dem Crusader von John Cobb, wenn auch von viel größerer Länge. Die ersten Testläufe mit dem Boot machte Taylor auf dem Walker Lake in Nevada, aber seine Sponsoren forderten für die eigentlichen Rekordversuche einen leichter erreichbaren Ort. Daher wechselte Taylor zum Lake Tahoe. Ein Rekordversuch wurde für den 13. November 1980 angesetzt, aber als sich die Bedingungen auf dem See an diesem Tag als ungünstig erwiesen, entschied sich Taylor gegen einen gezeiteten Lauf. Da er aber die versammelten Zuschauer und Medien nicht enttäuschen wollte, beschloss er stattdessen, einen Testlauf durchzuführen. Bei 432 km/h begann Discovery II instabil zu werden. Es wurde spekuliert, dass Discovery II eine querlaufende Welle oder Treibgut getroffen haben könnte. Die letztendlich auslösende Ursache konnte nicht gefunden werden. Eventuell führte die zu schwache Konstruktion der seitlichen Schwimmausleger (Pontons) des Bootes dazu, dass der linke Schwimmer abriss, sich das Boot überschlug und auf dem Wasser zerschellte. Der Rumpfabschnitt mit Taylors Körper wurde erst drei Tage später gefunden und geborgen. Das Cockpit, das als Überlebenszelle konzipiert war, war nicht wie beabsichtigt geschwommen und Taylor ertrank infolgedessen.
Am 9. Juli 1989 versuchte Craig Arfons, der Sohn von Walt Arfons und Neffe des berühmten Rekordbrechers Art Arfons, den Rekord mit seinem Rain X Challenger zu brechen. Weniger als 15 Sekunden nach seinem Start, flog das Hydroplane mit einer Geschwindigkeit von mehr als 560 km/h ab, überschlug sich zweimal und schlug danach auf das Wasser auf. Das Cockpit blieb zwar unter Wasser intakt, aber Arfons hing verkehrt herum in den Gurten. Zwei Taucher eines Rettungsteams erreichten Arfons und holten ihn innerhalb von drei Minuten nach dem Unfall heraus. Während Arfons nach der CPR noch einen Puls hatte, reagierte er nicht auf das medizinische Personal. Er wurde in das Highlands Regional Medical Center gebracht, aber um 8:30 Uhr, 1 Stunde und 23 Minuten nach dem Unfall für tot erklärt.

## Gegenwärtige (geplante) Projekte
Trotz den enormen technischen Problemen die zu bewältigen sind und der großen Gefahr für Leib und Leben, die ein möglicher Sturz bei diesen Geschwindigkeiten auf dem Wasser in sich birgt, wird der absolute Water Speed Recordimmer noch von Bootsenthusiasten und Rennfahrern als höchstes Ziel angesehen. Während eine Reihe von Projekten, die gestartet wurden, um den Rekord zu brechen, „recht sang- und klanglos“ wieder verschwanden, scheinen derzeit nur die folgenden aktiv zu sein:
- K777 Team for Great Britain: Das K777-Team[39] ist eine Gruppierung aus Ingenieuren, Bootsfahrern (wie zum Beispiel dem Powerboat-racer Jim Noone), Bootsbauern, Gasturbinen-Spezialisten und Mitgliedern des Windermere Boat Racing Club.[40] Sie bauten eine kontrovers beurteilte optische Kopie von Donald Campbells Bluebird K7. Bei seinem (bis jetzt einzigen öffentlichen) Auftritt auf dem Coniston Water im Jahr 2011, gelang es dem Boot nicht in den Gleitermodus zu gelangen, es sank teilweise und erlitt Strukturschäden am Überwasserrumpf. Ein weiterer Test am Loch Ken im Südwesten Schottlands im Oktober 2014 war ebenfalls nicht erfolgreich. Obwohl das Boot nicht sank, konnte es wieder nicht gleiten.[41] Die Presse berichtete „verhalten“.[42]

- Longbow: Laut Eigenaussage ein „Ein britisches Team, das seit 2013[43] mit dem aktiven britischen Militärpiloten (Lt. David-John Gibbs RN)[44] an der Spitze daran arbeitet, mit dem Jet-Hydroplane Longbow, auf britischen Gewässern den WSR (Water Speed Record) nach Großbritannien zurückzuholen“.[45] Das Team war vorher an dem Projekt K777 beteiligt und beschloss, die Erfahrungen in einem eigenen Projekt umzusetzen.[46]

- Dartagnan SP600: Der Belgier Daniel Dehaemers war (bis zu seinem Krebstod)[47] der Initiator diese Projekts für den absoluten Wassergeschwindigkeitsrekord. Der Rumpf von SP600 besteht aus Vollcarbon-Verbundwerkstoff und wird von einem Rolls-Royce Adour 104-Turbostrahltriebwerk angetrieben. Das Boot sollte 2016 getestet werden. Danach hat Jos Alençon, ein Freund von Dehaemers, der seit 2011 an dem Projekt gearbeitet hat, die Leitung übernommen und möchte das Projekt vollenden.[48]

- Spirit of Australia II: Ken Warby und sein Sohn arbeiteten an einem neuen Boot, das von dem Düsentriebwerk einer Fiat G.91 angetrieben wird, um den Rekord zu brechen. Das Team, das derzeit eine Reihe von Versuchen durchführt, konnte am 31. August 2019 die Geschwindigkeit auf 407 km/h steigern.[49][50][51][52] Bereits Anfang 2003 hatte Ken Warby mit Aussie Spirit ein weiteres Boot für einen Rekordversuch gebaut.[49]
- Quicksilver: Dieses Projekt[53] wurde von dem Briten Nigel Macknight ins Leben gerufen.[54] Die Konstruktion basierte ursprünglich auf Konzepten für einen Rumpf mit hinten angebrachten Auslegern von Ken Norris, der mit den Campbells an ihren 'Bluebird'-Designs gearbeitet hatte. Das Design ist modular aufgebaut, wobei der Hauptkörper aus einem vorderen Teil mit einem Stahl-Spaceframe, der den Motor (einen Rolls-Royce Spey Mk.101) trägt, und einem hinteren Teil mit einem Monocoque besteht, das sich bis zum Heck erstreckt. Die vorderen Ausleger sind Module, von denen eines den Fahrer beherbergt.[55]